# Arnulfo de Carintia
Arnulfo de Carintia (Arnulf von Kärnten, en alemán) (850-8 de diciembre de 899) fue margrave de Carintia, rey de la Francia Oriental, de Lotaringia y emperador carolingio (o de Occidente).
Arnulfo era hijo natural del rey Carlomán y de madre eslovena, Litswinde, hija del conde Eberhard de Carintia,  de donde le viene su sobrenombre. 
Después de ser depuesto su tío el emperador Carlos III el Gordo, se convirtió en rey de la Francia Oriental y de Lotaringia (887). 
Obtuvo una victoria frente a los vikingos en la batalla de Lovaina, actual Bélgica, en septiembre de 891. Arnulfo invadió Italia en el año 896. Al regresar a Alemania en 896, Arnulfo encontró que su mala salud le incapacitaba para tratar los problemas referentes a su reinado. Italia se perdió, caballeros de Moravia y Hungría estaban saqueando continuamente sus tierras, y la Lotaringia se había rebelado contra Zuentiboldo. También se vio afectado por la creciente violencia y las luchas de poder entre la baja nobleza alemana.
En el año 898, el emperador Lamberto fue derrotado por Berengario del Friul que codiciaba el trono de Italia y murió asesinado. Vacante el título imperial, Arnulfo logró ser designado emperador. 
El 8 de diciembre de 899, Arnulfo de Carintia murió en Ratisbona y le sucedió como rey de la Francia Oriental su hijo Luis IV, el Niño, habido de su esposa Ota (m. 903). Cuando su único hijo legítimo, Luis el Niño, falleció en 911 a la edad de 17 o 18 años., la rama oriental (alemana) de la casa de Carlomagno dejó de existir. Arnulfo hizo que la nobleza también reconociera los derechos de sus hijos ilegítimos Zuentiboldo y Ratoldo como sucesores suyos. Zuentiboldo, a quien había hecho rey de Lotaringia en 895, siguió gobernando allí hasta su asesinato el año siguiente (900).
Arnulfo está enterrado en la basílica de San Emmeram en Ratisbona, que actualmente se conoce como Schloss Thurn und Taxis, el palacio de los príncipes de Thurn und Taxis.

## Biografía

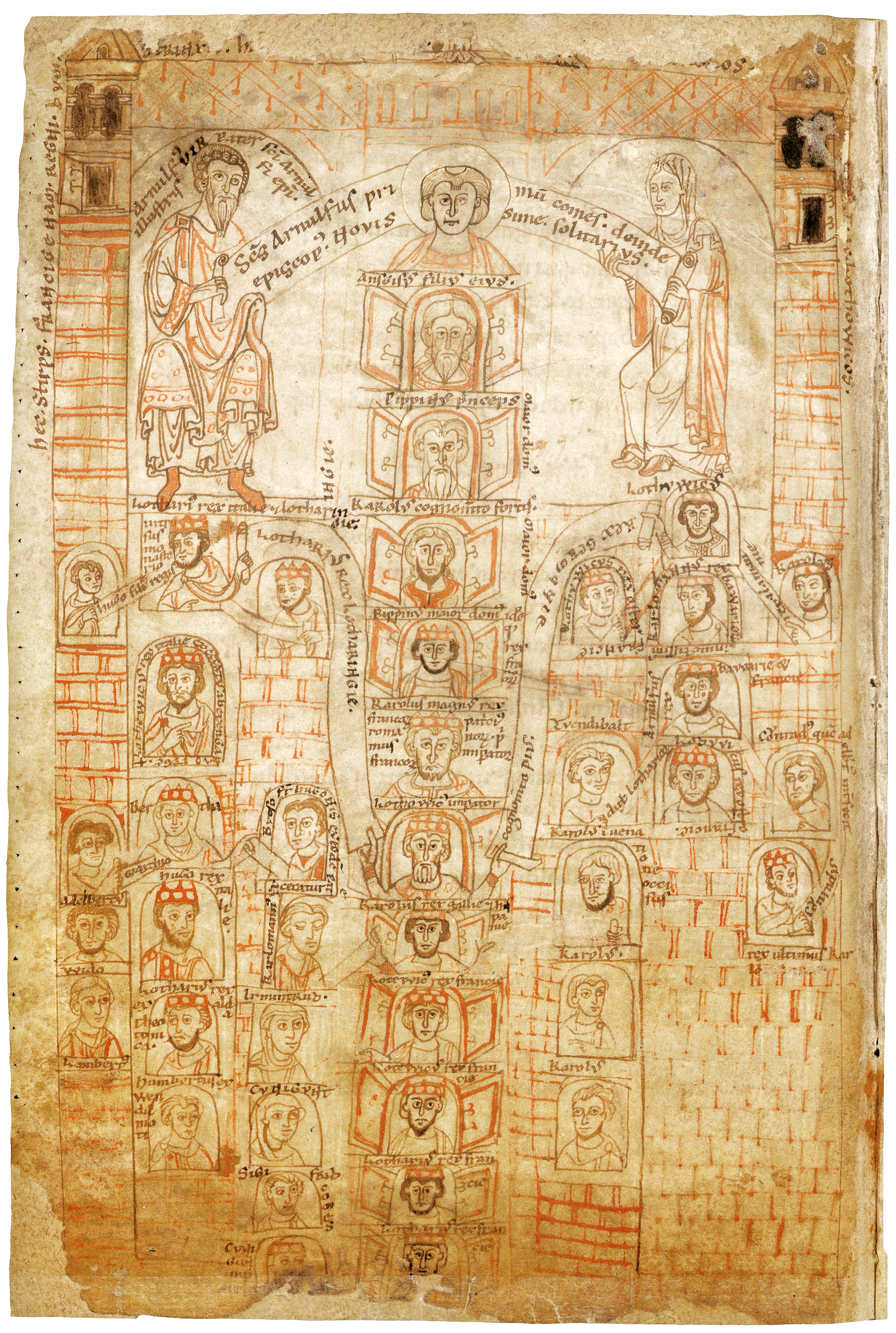
Árbol genealógico de los carolingios de la segunda mitad del. Ekkehard von Aura, Chronicon universale, Berlín, Biblioteca Estatal, Sra. lat.fol. 295, fol. 80v.

Arnolf procedía de la familia carolingia, que ostentaba la dignidad real franca desde 751. Era un hijo ilegítimo del rey de los francos orientales Carlomán y de una mujer noble llamada Liutswind, cuyo origen es incierto. Era, pues, tataranieto de Carlomagno y nieto de Luis el Germánico. Su madre está atestiguada como nobilissima femina (mujer muy noble) por Regino von Prüm y Notker I, lo que ha llevado a una clasificación entre los Luitpoldinger en investigación. Pero también  los Ebersberger y Sighardinger son asignados.  Más tarde, Carlomán se alejó de Liutswind; antes de 861 se casó con una hija anónima del margrave Ernst. Este matrimonio no tuvo hijos.
Según Brigitte Kasten, la descendencia ilegítima no fue una desventaja en el período carolingio y no fue un criterio de exclusión del gobierno real. El "argumento legal de la ilegitimidad" en la sucesión al poder fue "menos una formación de normas que abarca generaciones que principalmente una estrategia variable para mantener el poder". Según investigaciones recientes, la autoridad monárquica de un gobernante ilegítimo se basaba menos en su ascendencia paterna que en su capacidad para integrarse en la sociedad aristocrática. Los historiadores pasaron a segundo plano ante el nacimiento ilegítimo de Arnolf. Matthias Becher intenta contrarrestar estopara probar que Arnolf nació en el matrimonio. Becher sospecha "que Arnulfoo quizás solo nació en un momento en que Ludwig el alemán, como padre de Karlmann, no había reconocido su matrimonio con la hija del rebelde margrave Ernst, quizás solo retrospectivamente".
Luis el Germánico envió a su hijo Carlomán a las Marcas Bávaras en 856 para hacerse con el control de esta importante región. Sin embargo, Carlomán siguió una política tan independiente que Ludwig lo tomó como un levantamiento. En 858, Carlomán hizo las paces arbitrariamente con Rastislav de Moravia, que había sido combatido por los francos orientales durante años. Los años siguientes estuvieron marcados por la rebeldía y el equilibrio entre padre e hijo. No fue hasta 865 que Ludwig se reconcilió permanentemente con Carloman. Después de la muerte de Ludwig, Carlomán recibió Baviera, Panonia y Carantania en 876.así como los reinos de los eslavos, por lo que probablemente asignó a su hijo Arnolf un dominio en Carantania y Panonia en el mismo año. Según Regino von Prüm, el Moosburg también pertenecía a este. Esta es la base de la hipótesis de que Moosburg es el lugar de nacimiento de Arnolf. Sin embargo, dados los orígenes bávaros de la madre de Arnolf, Heinz Dopsch sospecha que probablemente nació en Baviera, quizás en Ratisbona.

### Desempoderamiento de Carlos III y elevación de Arnolf a rey
El reinado de Luis el Germánico fue inusualmente largo en 50 años. Como resultado, sus hijos solo llegaron al poder a una edad relativamente avanzada. Con su muerte en 876, comenzó una rápida sucesión de cambios de gobernantes en el Imperio de Oriente. Al igual que en el Imperio Occidental, el número de reyes carolingios e hijos de reyes se redujo por varias muertes inesperadas. Los hijos mayores de Luis el Germánico, Carlomán y Luis el Joven, murieron en 880 y 882 respectivamente. Luis el Joven había perdido previamente a sus dos hijos, Luis († 879) y Hugo († 880). Esto permitió a Carlos III. "El Gordo", el hijo menor de Ludwig el Germánico, durante un corto tiempo los tres imperios parciales y, por lo tanto, una vez más todo el Imperio franco estuvo unido bajo su dominio. Desde el punto de vista de los nobles francos orientales, el rápido cambio de gobernantes y las largas estancias de Carlos en Italia y en el imperio occidental perjudicaron la continuidad del ejercicio del poder en el este. El matrimonio de Karl con Alemannin Richgardis no tuvo hijos, de modo que con Arnolf y Bernhard de la línea de Ludwig the German solo quedaron dos hijos ilegítimos del rey. Charles aparentemente se abstuvo estrictamente de favorecer a Arnolf como su sucesor, ya que no lo mencionó en ninguno de sus documentos. En mayo de 887 adoptó a Luis, que no tenía más de seis años, hijo de Boso von der Provence , muerto en enero. En ese momento, él había estado sufriendo de violentos ataques de enfermedad y dolencias crecientes durante algún tiempo. Evidentemente sospechó que no le quedaba mucho más tiempo de vida, porque desde alrededor de 885 sus diplomas contienen numerosas provisiones para la memoria de su alma en forma conspicua. Enfermedades, amenazas de normandos, eslavos y moravos, y la cuestión no resuelta de la sucesión sacudieron la autoridad de Carlos en el imperio.
Cuando se iba a reunir una asamblea imperial en Tribur en noviembre de 887 , la incapacidad de Carlomagno para gobernar ya se había hecho evidente para los magnates. Se mantuvieron alejados de la reunión, por lo que se negaron a dar su consentimiento. Un boicot de esta magnitud equivalía a dejar al gobernante: la renuncia de facto a la lealtad. La razón de esto se ve tradicionalmente en la percepción común de Charles "el Gordo" como un gobernante débil y letárgico. Según Simon MacLean (2003), por otro lado, no fue el fracaso personal de Charles o su enfermedad lo que fue decisivo para su caída, sino que la causa estuvo en las deficiencias estructurales de un aparato de gobierno insuficientemente institucionalizado; una conspiración largamente preparada de círculos aristocráticos, que a veces se sugiere en las fuentes, también es incorrecta. En 2009, Achim Thomas Hack examinó el itinerario del rey , su preparación para el gobierno consensuado con los grandes y los documentos sobrevivientes de los últimos 13 meses antes de la caída; no pudo encontrar ningún impedimento en el ejercicio del poder de Charles.
Debido a su edad y sus calificaciones políticas y militares, los nobles de Franconia Oriental confiaron más en Arnolf que en Bernhard, que nació alrededor de 876. Entonces lo adoraron como su nuevo rey. Los historiadores contemporáneos vieron este paso como un punto de inflexión. La continuación bávara de Fuldaer Annalen señaló que muchos pequeños reyes (reguli) surgieron en "Europa". En 888, seis pretendientes no carolingios tomaron el trono: en Francia occidental Robertine Odo , en Hochburgund el Guelph Rudolf, en Italia Berengario de Friuli y Wido de Spoleto, en Provenza Luis III , en Aquitania Ramnulf de Poitiers. Todos ellos excepto Wido rindieron homenaje a Arnolf, quien a su vez los reconoció en sus esferas de poder. No hizo reclamos de poder más allá del Imperio franco oriental.
Arnolf tuvo que subyugar a los seguidores restantes del emperador, algunos por la fuerza y otros para ganárselos mediante amenazas, honores o concesiones. El último documento de Karl está fechado el 17 de noviembre, el primero de Arnolf del 27 de noviembre de 887. Según Hagen Keller , la elección real de Arnolf no tuvo lugar hasta mediados de diciembre de 887 en Forchheim . Con su elección en Forchheim, Arnolf estableció la tradición de un lugar fijo para la elección de reyes. Allí certificó los días 11 y 12 de diciembre. El caído Karl murió solo y ya fue abandonado el 13 de enero de 888 en la ciudad alemana de Neudingen. Con su limitación de facto al Imperio franco oriental, Arnolf allanó el camino para el establecimiento de familias gobernantes no carolingias en las otras partes del Imperio franco en su conjunto. A principios de 888 recibió en Ratisbona a los nobles de Baviera, Franconia Oriental, Sajonia, Turingia y Alemannia, así como a numerosos eslavos. En la segunda mitad del año, gradualmente comenzó a presentarse como el gobernante supremo indiscutible de todo el imperio. Las reglas que aceptó deberían respetar su soberanía más formal. Como resultado, se las arregló "como cabeza reconocida de los descendientes de Carlomagno sobre la base de un subreino seguro [...] para mantener una supremacía laxa sobre los demás, que ahora también se hacían llamar reyes".
Bernhard, el hijo ilegítimo de Carlomagno, se rebeló contra Arnolf de Alemannia en 890 con el clero y los líderes seculares. Los participantes en este levantamiento que son conocidos por su nombre son el abad Bernhard de St. Gallen, un sacerdote Isanrich y un Udalrich, que era el propietario de varios condados de Alemannic e hijo de un nepos (sobrino) de Luis el Germánico. El levantamiento fue sofocado, los partidarios de Bernhard perdieron sus oficinas y algunas de sus propiedades. Bernardo mismo pudo escapar a Italia a través de Raetia . Allí fue asesinado en 891 por el margrave rético Rodolfo.